# 56 Bars (Intro)
56 Bars (Intro) är introt till rapparen T.I.'s sjätte studioalbum, Paper Trail.
I låten refererar T.I. till ett antal rappare han respekterar. Dessa är Notorious B.I.G., Makaveli (Tupac), UGK, André 3000, Common, Lil Wayne, Kanye West, Scarface, Jay-Z, and Lupe Fiasco.

## Listor
| Lista (2008)                                  | List- position |
| --------------------------------------------- | -------------- |
| U.S. Billboard Bubbling Under Hot 100 Singles | 19             |